# 片岡武修
片岡 武修（かたおか たけのぶ、1902年3月16日 - 1978年5月16日）は、日本の経営者。熊本県出身。

## 経歴
1928年に慶應義塾大学法学部独法科を卒業し、同年に旭絹織(のちの旭化成工業)に入社。取締役、専務を経て、1949年2月に社長に就任。1961年7月には会長に就任。。
1963年に藍綬褒章を受章し、1972年11月に勲三等旭日中綬章を受章。
1978年5月16日肺炎のために死去。76歳没。